# Menodora heterophylla
Menodora heterophylla är en syrenväxtart som beskrevs av Stefano Moricand och Dc.. Menodora heterophylla ingår i släktet Menodora och familjen syrenväxter. Inga underarter finns listade i Catalogue of Life.